# Meurtres de Whitechapel
Vous lisez un « bon article » labellisé en 2015.

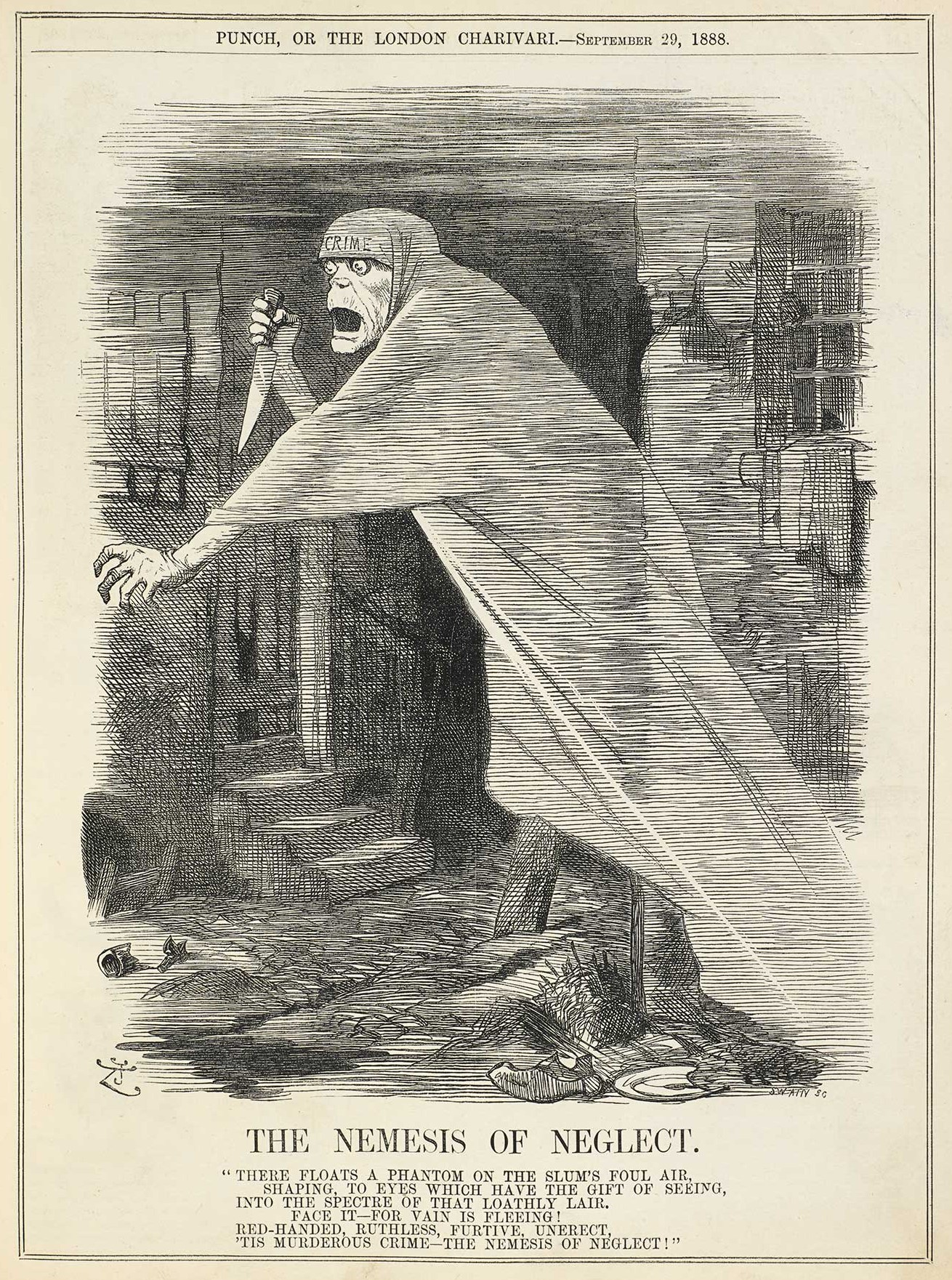
Nemesis of Neglect (« Némésis de la négligence ») : le fantôme de Jack l'Éventreur rôdant dans Whitechapel symbolise la négligence sociale. Caricature parue dans le magazine Punch en 1888.

Les meurtres de Whitechapel, au nombre de onze, furent commis sur des femmes  du district londonien élargi de Whitechapel, entre le 3 avril 1888 et le 13 février 1891. Ces assassinats ont été attribués, sans certitude, ici à « Jack l'Éventreur », là au « tueur aux torses ». Aux fins d'enquêtes, le Metropolitan Police Service monta alors un dossier nommé « Whitechapel murders » (« Meurtres de Whitechapel »).
Les victimes étaient pour la plupart  toutes des prostituées. Emma Elizabeth Smith fut agressée sexuellement et volée par une bande criminelle. Martha Tabram fut poignardée 39 fois. Mary Ann Nichols, Annie Chapman, Elizabeth Stride, Catherine Eddowes, Mary Jane Kelly, Alice McKenzie et Frances Coles eurent la gorge tranchée. De plus, les corps de Nichols, Chapman, Eddowes et Kelly présentaient des mutilations abdominales. Rose Mylett mourut étranglée. Finalement, le corps d'une femme jamais identifiée fut démembré.
Le Metropolitan Police Service, la City of London Police et le Whitechapel Vigilance Committee, une organisation citoyenne, tentèrent de trouver le ou les tueurs. Malgré leurs efforts et plusieurs arrestations, aucun coupable ne fut jamais identifié ni capturé. La couverture médiatique des meurtres attira l'attention du public britannique sur l'extrême pauvreté de l'East End londonien, dont les conditions furent améliorées en l'espace de vingt ans. Le mystère entourant l'identité des coupables ainsi que la brutalité des meurtres continuent de fasciner le public.

## Contexte

Carte de Londres. Le district de Whitechapel se situe presque au centre de la carte.

À la fin de l'époque victorienne, le district de Whitechapel, dans l'East End londonien, était réputé comme l'un des pires endroits de la ville. En 1883, Flower and Dean Street fut décrite comme « peut-être la rue la plus infâme et la plus dangereuse de toute la métropole ». Dorset Street était réputée comme « la pire rue de Londres ». Robert Anderson, de Scotland Yard, recommandait Whitechapel à « ceux qui s'intéressaient aux classes sociales dangereuses », ajoutant que c'était le pire théâtre criminel de la ville. Les vols et la violence y étaient courants. Le district se distinguait par son extrême pauvreté, des logements de qualité médiocre, le vagabondage, l'ivrognerie et la prostitution endémique. Ces aspects étaient favorisés par la forme d'habitation la plus souvent adoptée dans ce district, c'est-à-dire des chambres louées à prix très bas aux personnes les plus défavorisées. Toutes les victimes identifiées demeuraient dans la pire partie du quartier de Spitalfields, dont trois sur George Street, deux sur Dorset Street, deux sur Flower and Dean Street et une sur Thrawl Street.
Le maintien de l'ordre public dans Londres revenait à deux corps policiers : le Metropolitan Police Service (MPS), qui surveillait l'ensemble de la ville à l'exception de la Cité de Londres (d'une superficie de 2,9 km2), et pour cette dernière la City of London Police (CLP). Le secrétaire d'État à l'Intérieur, un ministre du gouvernement britannique, supervisait le MPS, alors que la Corporation de la Cité de Londres supervisait le CLP. Les enquêtes criminelles de l'époque s'appuyaient beaucoup sur les confessions, les témoignages et les arrestations de personnes qui avaient déjà commis un crime ou étaient en possession d'objets qui les reliaient à un crime. Les techniques médico-légales modernes, telle l'étude des empreintes digitales, étaient inconnues.
Onze meurtres, commis du 3 avril 1888 au 13 février 1891, firent l'objet d'une enquête du MPS qui les regroupa dans un dossier appelé « Whitechapel murders » (« Meurtres de Whitechapel »),,. Au fil des années, la plupart des documents du dossier furent volés ou détruits.

## Victimes et enquêtes

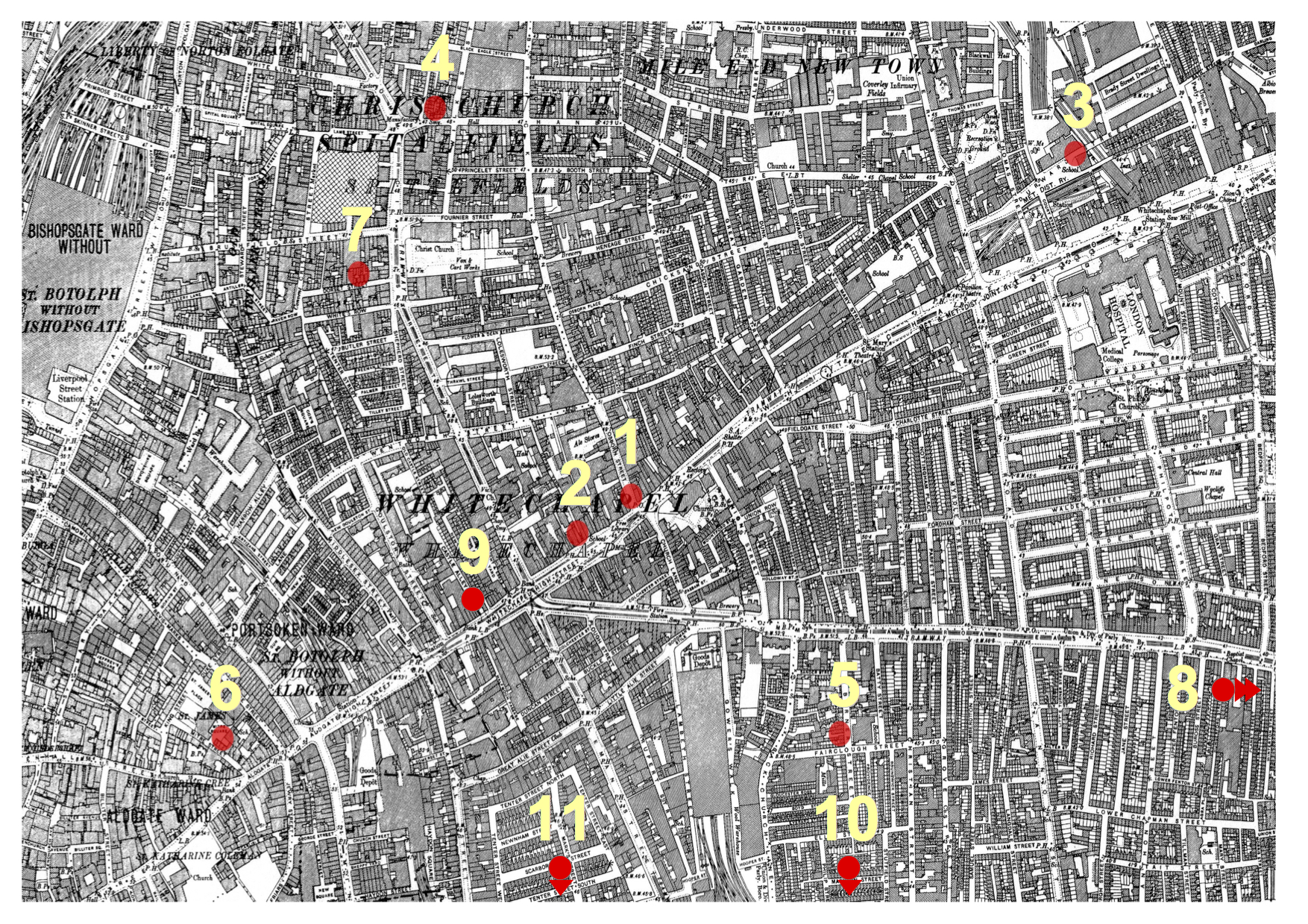
Carte montrant les endroits des onze meurtres de Whitechapel :
1. Emma Smith au coin d’Osborn Street et de Brick Lane,
2. Martha Tabram à proximité du George Yard Building,
3. Mary Ann Nichols sur Buck's Row,
4. Annie Chapman sur Hanbury Street,
5. Elizabeth Stride sur Berner Street,
6. Catherine Eddowes dans Mitre Square,
7. Mary Jane Kelly sur Miller's Court
8. Rose Mylett dans Clarke's Yard, près de la rue High Street dans le quartier Poplar (point en dehors de la carte),
9. Alice McKenzie, sur Castle Alley,
10. Torse de Pinchin Street sur Pinchin Street (point en dehors de la carte),
11. Frances Coles sur Swallow Gardens (point en dehors de la carte).

### Emma Smith

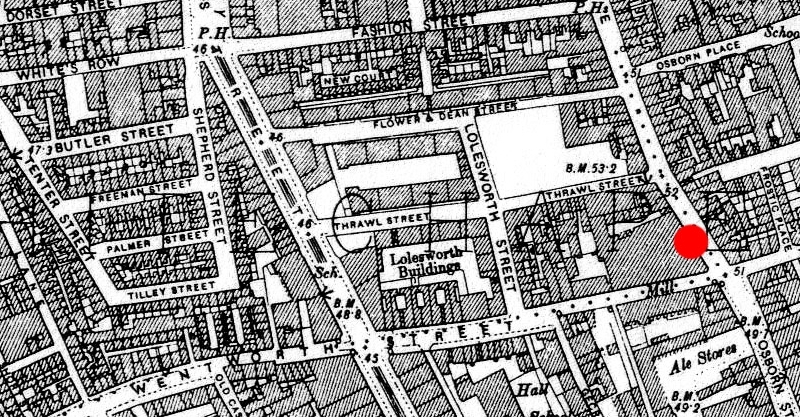
Carte d'époque du quartier de Spitalfields, où les victimes demeuraient. Emma Elizabeth Smith fut assassinée près d’Osborn Street et Brick Lane (point rouge). Elle occupait une chambre au 18, George Street (appelé plus tard Lolesworth Street), un pâté de maisons à l'ouest où elle fut agressée,,,.

Au petit matin du mardi 3 avril 1888, qui suivait un bank holiday de Pâques, la prostituée Emma Elizabeth Smith fut agressée, violée et dépouillée au coin d’Osborn Street et Brick Lane, dans le district de Whitechapel. Blessée, elle parvint à retourner à sa chambre au 18, George Street, dans le quartier de Spitalfields. Elle déclara à la gardienne des lieux, Mary Russell, qu'elle avait été agressée par deux ou trois hommes, dont un adolescent. Russell amena Smith au London Hospital, où un examen médical établit qu'un objet contondant avait été introduit dans son vagin et avait rompu son péritoine. Elle mourut des suites d'une péritonite à 9 h le 4 avril 1888,,,. Wynne Edwin Baxter, médecin légiste pour l'est du Middlesex, enquêta sur sa mort le 7 avril. L'inspecteur Edmund Reid, de la division H pour Whitechapel du MPS, enquêta sur l'agression, mais les coupables ne furent jamais arrêtés. Walter Dew, un détective de la division H, écrivit plus tard qu'il pensait que Smith avait été la première victime de Jack l'Éventreur, mais ses collègues penchèrent plutôt pour une bande criminelle. Smith ne put décrire les hommes qui l'avaient attaquée, ou se refusa à le faire. Les prostituées étaient souvent contrôlées par des bandes criminelles et l'agression contre Smith pourrait être une conséquence de sa désobéissance ou une tentative d'intimidation de ses proxénètes : elle pourrait avoir refusé d'identifier ses agresseurs par crainte de représailles, et dans ce cas son meurtrier n'est probablement pas Jack l'Éventreur,,,.

### Martha Tabram

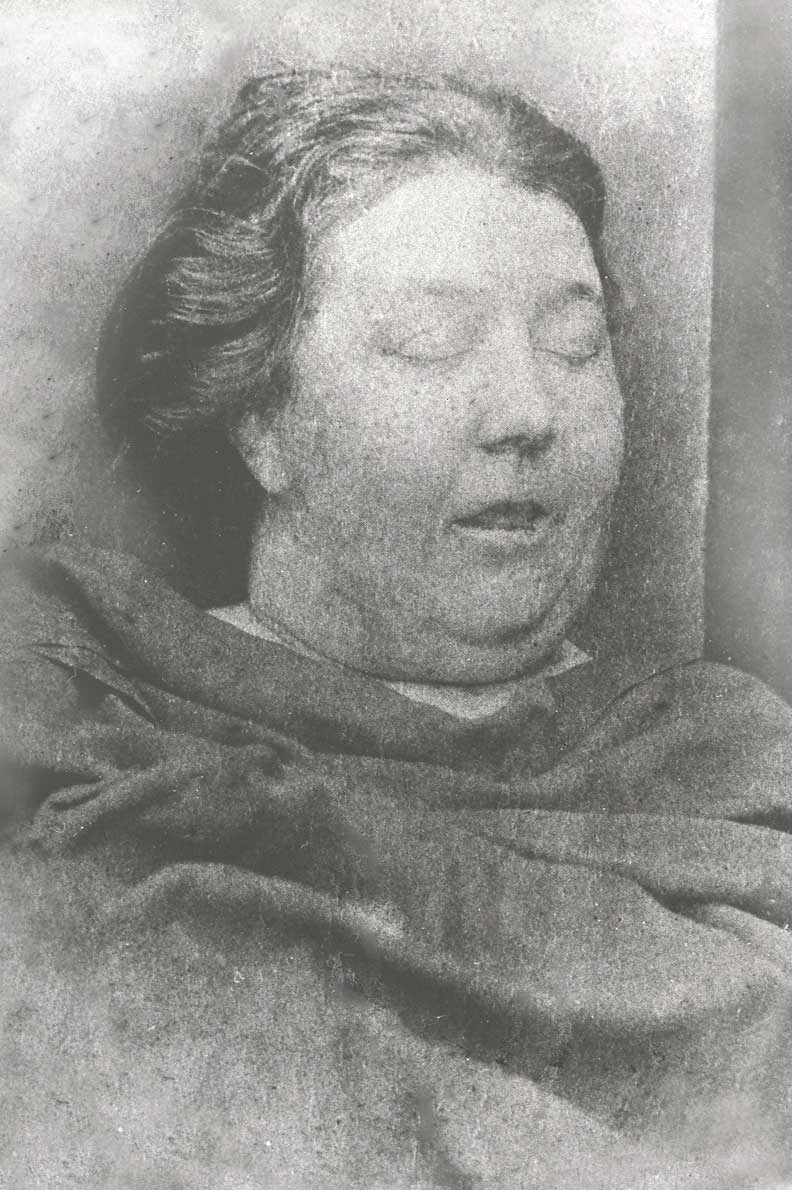
Martha Tabram demeurait dans une chambre au 19, George Street,.

Le mardi 7 août, bank holiday du lundi, la prostituée Martha Tabram fut assassinée vers 2 h 30. Son corps, percé de 39 coups de couteau, fut trouvé près des George Yard Buildings dans Whitechapel,,,. La police ne relia pas son meurtre à celui de Smith, mais à des meurtres postérieurs. Plusieurs spécialistes modernes ne le relient pas aux autres parce que Tabram fut poignardée, alors que les victimes postérieures eurent la gorge tranchée, mais un lien n'est pas totalement exclu ,.

### Mary Ann Nichols

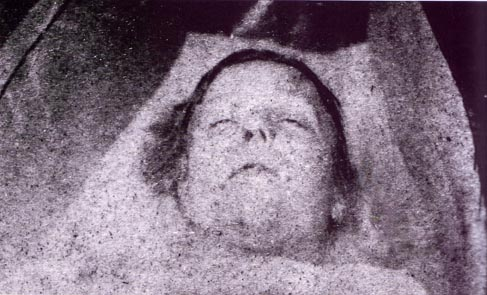
Mary Ann Nichols occupait une chambre au 18, Thrawl Street,,.

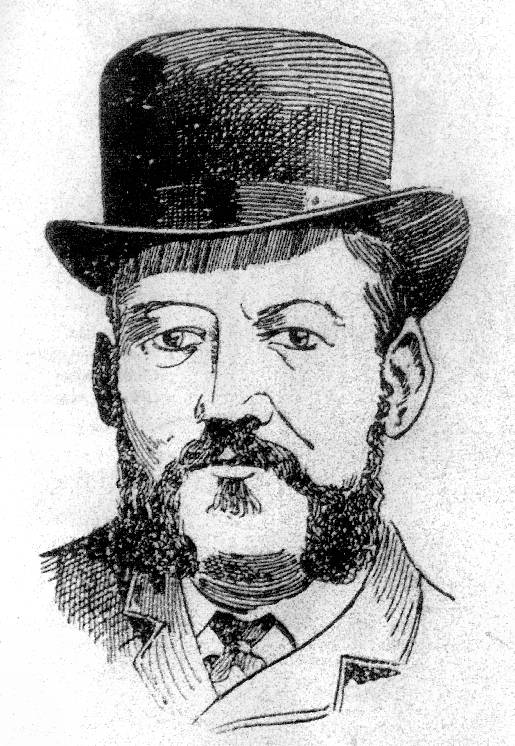
Portrait du chef inspecteur Frederick Abberline, publié en janvier 1888.

Le vendredi 31 août, la prostituée Mary Ann Nichols fut assassinée sur Buck's Row (nommée plus tard Durward Street), une ruelle de Whitechapel. Le conducteur de char Charles Cross découvrit son corps à 3 h 45 sur le sol en face de la porte d'une écurie. Sa gorge était tranchée, deux fois, de la gauche vers la droite. La partie basse de l'abdomen présentait une profonde coupure de forme irrégulière. L'abdomen montrait aussi plusieurs incisions superficielles. Trois ou quatre coupures semblables sur le côté droit provenaient du même couteau, mais tiré violemment vers le bas,,.
Puisque le meurtre fut commis sur le territoire dévolu à la division H pour Whitechapel du MPS, ce sont des détectives de cette division qui s'occupèrent en premier de ce cas. Le même jour, James Monro démissionna du poste de directeur du Criminal Investigation Department (CID) à la suite de différends avec le chef de la police Charles Warren. Les premières enquêtes sur le meurtre ne donnèrent pas grand-chose, mais la presse se permit de le relier aux deux précédents et suggéra qu'une bande criminelle était coupable, comme dans le cas de Smith,,. Le quotidien The Star préféra annoncer qu'un seul tueur était à l'œuvre, et les journaux rivaux reprirent cette histoire,. Soupçonnant qu'un tueur en série était en liberté dans Londres, Scotland Yard envoya du Central Office le chef inspecteur Frederick Abberline et les détectives Henry Moore et Walter Andrews en renfort.
Après l'autopsie, le médecin légiste Wynne Edwin Baxter conclut que Nichols avait été tuée un peu après 3 h à l'endroit où son corps fut découvert. Il refusa de relier cet assassinat à ceux de Smith et Tabram, parce que les armes étaient différentes et qu'aucun des deux meurtres antérieurs ne montrait de signes de coupures à la gorge. Lorsque l'enquête sur la mort de Nichols fut terminée, une quatrième femme avait été tuée et Baxter nota : « La similitude des blessures dans les deux cas est grande,. »

### Annie Chapman

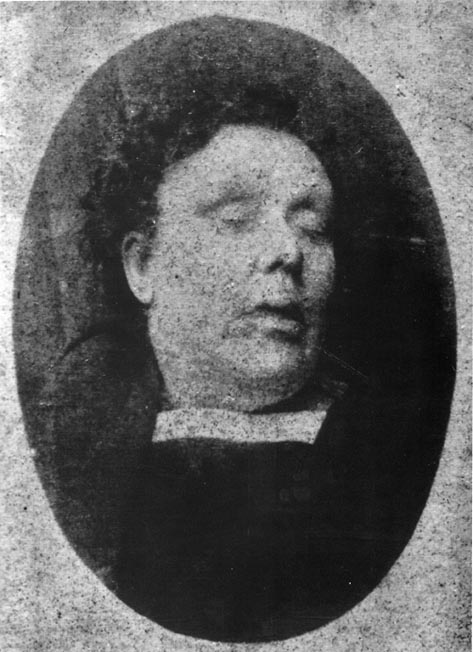
Annie Chapman occupait une chambre au 35, Dorset Street,.

Le corps mutilé d'une quatrième femme, la prostituée Annie Chapman, fut découvert vers 6 h le samedi 8 septembre sur le sol près d'une porte dans l'arrière-cour du 29, Hanbury Street dans Spitalfields. Chapman avait quitté son logement à 2 h le même jour, dans le but de gagner de l'argent pour payer son loyer. Sa gorge fut tranchée de gauche à droite, elle fut éventrée et ses intestins, sortis hors de l'abdomen, recouvraient ses épaules. À la morgue, l'examen détermina qu'une partie de son utérus manquait. Le médecin légiste George Bagster Phillips mentionna que l'assassin maîtrisait des notions d'anatomie puisqu'il avait coupé d'un seul coup les organes reproducteurs à l'aide d'une lame de 15 à 20 cm,,,,. Cependant, plusieurs spécialistes rejetèrent l'hypothèse que le tueur maîtrisait des notions de chirurgie,. Puisque les corps n'avaient pas été examinés avec attention sur les scènes de crime, les organes auraient pu être prélevés par des employés de la morgue, car ils étaient précieux en tant que spécimens chirurgicaux et plus faciles à prélever si les corps étaient déjà ouverts.
Le 10 septembre, la police arrêta John Pizer, un juif du district de Whitechapel qui fabriquait des chaussures en cuir, parce qu'il avait la réputation de terrifier les prostituées du coin. Il fut relâché dès que ses alibis pour les heures des meurtres furent confirmés,,,,. Pendant l'enquête, l'un des témoins, Elizabeth Long, déclara qu'elle avait vu Chapman parler à un homme vers 5 h 30 dans la cour arrière du 29, Hanbury Street, où son corps sera découvert. Le médecin légiste Baxter conclut que l'homme en question était l'assassin. Selon Elizabeth Long, l'homme, dans la quarantaine, était un peu plus grand que Chapman, de teint foncé et d'apparence à la fois « distinguée et minable ». Il portait un deerstalker brun et un pardessus foncé. Un autre témoin, le menuisier Albert Cadosch, qui se trouvait dans la cour voisine à peu près en même temps, avait entendu des voix suivies du bruit de quelque chose qui tombait contre la clôture,,.

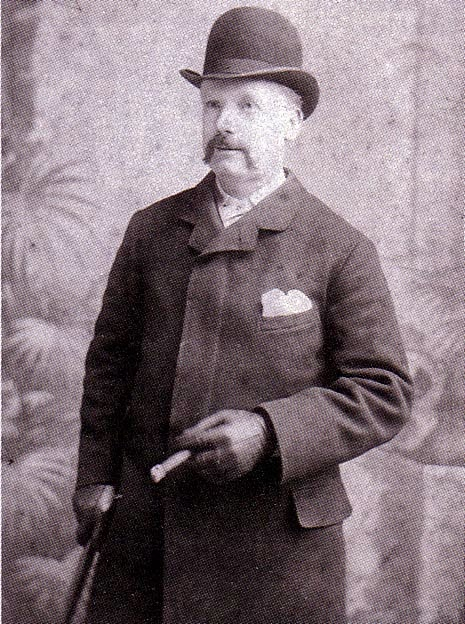
George Lusk, président du Whitechapel Vigilance Committee.

Dans ses mémoires, le chef inspecteur Walter Dew mentionna que les meurtres semèrent la panique parmi la population londonienne,. Une foule attaqua un poste de police sur Commercial Road, car elle croyait que le tueur y était enfermé,. Samuel Montagu, membre du parlement britannique pour le district de Whitechapel, offrit une récompense de 100 £ (environ 10 000 £ de 2014) après que des rumeurs, qui laissaient entendre que les agressions étaient des meurtres rituels juifs, déclenchèrent des émeutes antisémites. Des citoyens du district créèrent le Whitechapel Vigilance Committee (« Comité des vigiles de Whitechapel ») sous la présidence de George Lusk, et offrirent une récompense pour la capture de l'assassin. Le MPS, sur instructions du Home Office, refusa d'offrir une récompense parce qu'il risquait de recevoir des informations fausses ou trompeuses,. Le Committee embaucha deux détectives pour enquêter sur les meurtres.
Le surintendant Thomas Arnold, qui supervisait la division H, s'absenta à partir du 2 septembre. Robert Anderson fut nommé directeur du CID le 1er septembre, mais il se rendit en Suisse du 7 septembre au 6 octobre pour un congé. La supervision de l'ensemble des enquêtes fut entravée par son absence, ce qui amena alors le chef de la police, Charles Warren, à nommer le chef inspecteur Donald Swanson responsable de l'ensemble des enquêtes, travail qu'il fit depuis les bureaux de Scotland Yard,. Un coiffeur allemand, Charles Ludwig, fut arrêté le 18 septembre, mais relâché deux semaines plus tard lorsqu'un meurtre double démontra son innocence,.

### Elizabeth Stride et Catherine Eddowes

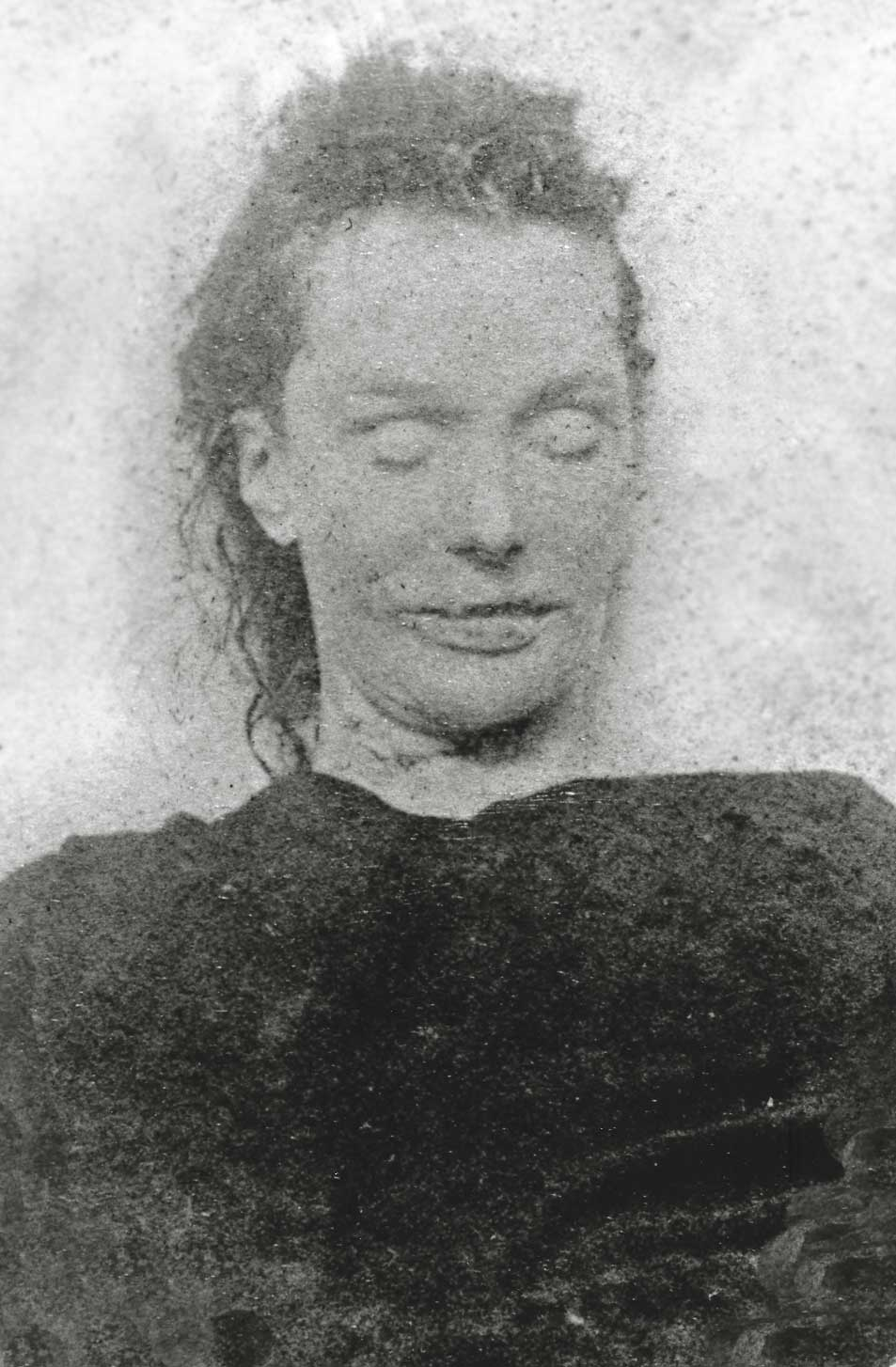
Elizabeth Stride demeurait dans une chambre au 32, Flower and Dean Street,,.

Le dimanche 30 septembre, le corps de la prostituée Elizabeth Stride fut découvert vers 1 h dans le chambranle de l'entrée du 40, Berner Street dans Whitechapel. Son corps baignait dans une mare de sang, sa gorge était tranchée de la gauche vers la droite. Elle avait été tuée seulement quelques minutes plus tôt et son corps était presque intact. Il est possible que le tueur ait été dérangé avant qu'il ne puisse la mutiler, peut-être parce que Louis Diemschutz, qui découvrit le corps, était entré dans la cour adjacente. Cependant, des observateurs ont conclu que le meurtre de Stride n'est pas relié aux autres car (1) il n'y a pas eu de mutilation, (2) c'est le seul meurtre à survenir au sud de Whitechapel Road et (3) la lame était plus courte et d'une forme différente. La plupart des spécialistes, cependant, pensent qu'il y a suffisamment de similitudes pour relier l'assassinat de Stride à deux autres antérieurs, tout comme à celui de Catherine Eddowes, survenu la même nuit.
À 1 h 45, le policier Edward Watkins découvrit le corps mutilé de Catherine Eddowes au coin sud-ouest du Mitre Square dans la Cité de Londres, à environ 12 minutes de marche de Berner Street. Elle avait été assassinée une dizaine de minutes plus tôt par un coup de couteau porté à la gorge, de la gauche vers la droite par une lame affûtée et pointue longue d'au moins 15 cm. Son visage et son abdomen étaient mutilés et ses intestins répandus sur son épaule droite (un bout se trouvait entre son torse et son bras gauche). Son rein gauche et la majeure partie de son utérus étaient absents. Le médecin légiste pour la Cité de Londres, Samuel F. Langham, ouvrit son enquête le 4 octobre,. Le médecin légiste du MPS, Frederick Gordon Brown, croyait que le coupable « avait une grande connaissance de la position des organes » et, en se fiant à l'emplacement des blessures, il affirma que le tueur s'était agenouillé à la droite du corps et avait agi seul. Cependant, le premier médecin sur la scène du crime, le chirurgien George William Sequeira, rejeta l'idée que l'assassin maîtrisait des notions anatomiques ou qu'il recherchait des organes précis. L'officier médical de la Cité de Londres, William Sedgwick Saunders, qui avait observé l'autopsie, approuvait les conclusions de Sequeira. Puisque le meurtre était survenu sur le territoire de la Cité de Londres, la City of London Police, sous la supervision du détective James McWilliam, s'engagea également dans l'enquête,.

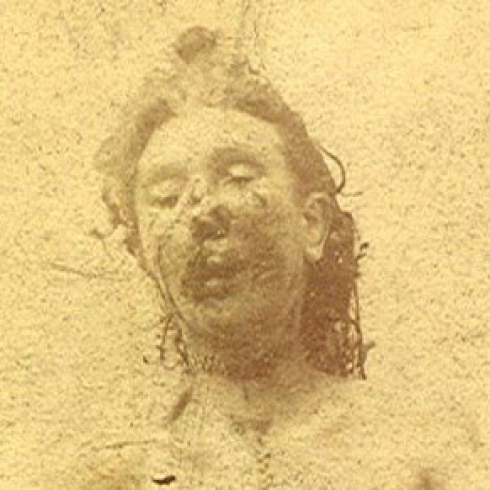
Catherine Eddowes vivait avec son conjoint John Kelly dans une maison de chambres au 55, Flower and Dean Street,,.

À 3 h, un fragment du tablier d'Eddowes, ensanglanté, fut découvert dans un passage reliant le 108 au 109, Goulston Street dans Whitechapel, à environ 500 m de la scène de crime. Un graffiti à la craie apparaissait sur le mur à proximité. Trois témoins rapportèrent trois inscriptions différentes,,. Par exemple, un témoin rapporta avoir lu : « Les juifs sont des hommes qui ne seront pas accusés pour rien »,. À 5 h, le chef de la police Charles Warren, présent sur la scène de crime, ordonna que le graffiti soit effacé de crainte qu'il ne déclenche des émeutes antisémites.
Le médecin légiste pour l'est du Middlesex, Wynne Edwin Baxter, pensait que Stride avait été brusquement attaquée. En effet, elle tenait encore dans sa main gauche des bonbons pour l'haleine quand son corps fut découvert, ce qui indique qu'elle n'avait pas eu le temps de voir son agresseur,. Un commerçant, Matthew Packer, déclara aux détectives embauchés par le Whitechapel Vigilance Committee qu'il avait vendu des raisins à Stride et au meurtrier ; cependant, il avait déclaré à la police avoir fermé son commerce sans avoir observé quoi que ce soit de suspect,,,. Pendant l'enquête, les médecins légistes déclarèrent avec force que Stride n'avait jamais tenu, avalé ou mangé de raisins,,,. Son estomac contenait du fromage, de la pomme de terre et des substances farineuses,,. Néanmoins, la presse relaya l'histoire de Packer,. Sa description de l'homme qui aurait pu être le compagnon de Stride divergeait d'autres témoins. Joseph Lawende, qui était passé dans Mitre Square avec deux autres hommes un peu avant l'assassinat d'Eddowes, déclara l'avoir vu avec un homme moustachu d'environ 30 ans, pauvrement vêtu et portant un chapeau. Le chef inspecteur Swanson fit observer que la description de Lawende correspondait presque parfaitement avec celle d'un autre témoin. En revanche, Lawende déclara qu'il serait incapable d'identifier l'homme et les deux autres hommes qui l'accompagnaient ne purent fournir une description.
Les critiques envers le Metropolitan Police Service et le secrétaire d'État à l'Intérieur Henry Matthews se firent plus vives à cause du peu de progrès dans les enquêtes,. La City of London Police et le lord-maire de Londres offrirent une récompense de 500 £ (environ 50 000 £ de 2014) pour des informations menant à l'arrestation du coupable,,,. Des gens proposèrent de recourir à des chiens de Saint-Hubert (« bloodhounds ») pour retracer le meurtrier, mais les chiens ne pourraient suivre l'odeur dans une ville aussi active, ils n'avaient pas l'expérience d'un milieu urbain et leur propriétaire craignait qu'ils ne soient empoisonnés ou tués si la population apprenait qu'ils pouvaient servir à retracer des criminels,.
Le 27 septembre, la Central News Agency de Londres reçut la lettre « Dear Boss », dans laquelle l'auteur, qui avait signé « Jack the Ripper », s'accusait des meurtres,. Le 1er octobre, la même agence de presse reçut la carte postale « Saucy Jacky », toujours signée « Jack the Ripper ». L'auteur se disait coupable des meurtres du 30 septembre et annonçait que deux victimes seraient tuées presque en même temps, « évènement double cette fois-ci », un terme qui perdura pour désigner les deux meurtres,.
Le mardi 2 octobre, le torse d'une femme non identifiée fut découvert dans les bâtiments destinés à Scotland Yard, qui étaient en construction. La presse relia le « Whitehall Mystery » (« mystère de Whitehall ») aux autres meurtres, mais la police n'établit aucun lien. Aujourd'hui, ce lien est considéré comme improbable. Le même jour, le médium Robert James Lees offrit ses services à Scotland Yard, mais la police rejeta son offre en le qualifiant de « bouffon et cinglé ».
Anderson, le chef du Criminal Investigation Department (CID), revint de son congé le 6 octobre et prit en charge les enquêtes au nom de Scotland Yard. Le 16 octobre, George Lusk du Whitechapel Vigilance Committee, reçut la lettre « From Hell » d'une personne s'accusant des meurtres. Cependant, l'écriture et le style différaient de la lettre « Dear Boss » et de la carte postale « Saucy Jacky ». La moitié d'un rein, conservé dans un « esprit de vin » (éthanol), avait été remis en même temps que la lettre. L'auteur écrivit qu'il avait « frit et mangé » l'autre moitié. La véracité des informations de la lettre tout comme à savoir si le rein provenait du corps d'Eddowes ont été débattus et ne sont toujours pas tranchés au début du XXIe siècle,,,. À la fin octobre, la police avait interrogé plus de 2 000 personnes, examiné les faits et gestes de « plus de 300 » personnes et arrêté 80 personnes.

### Mary Jane Kelly

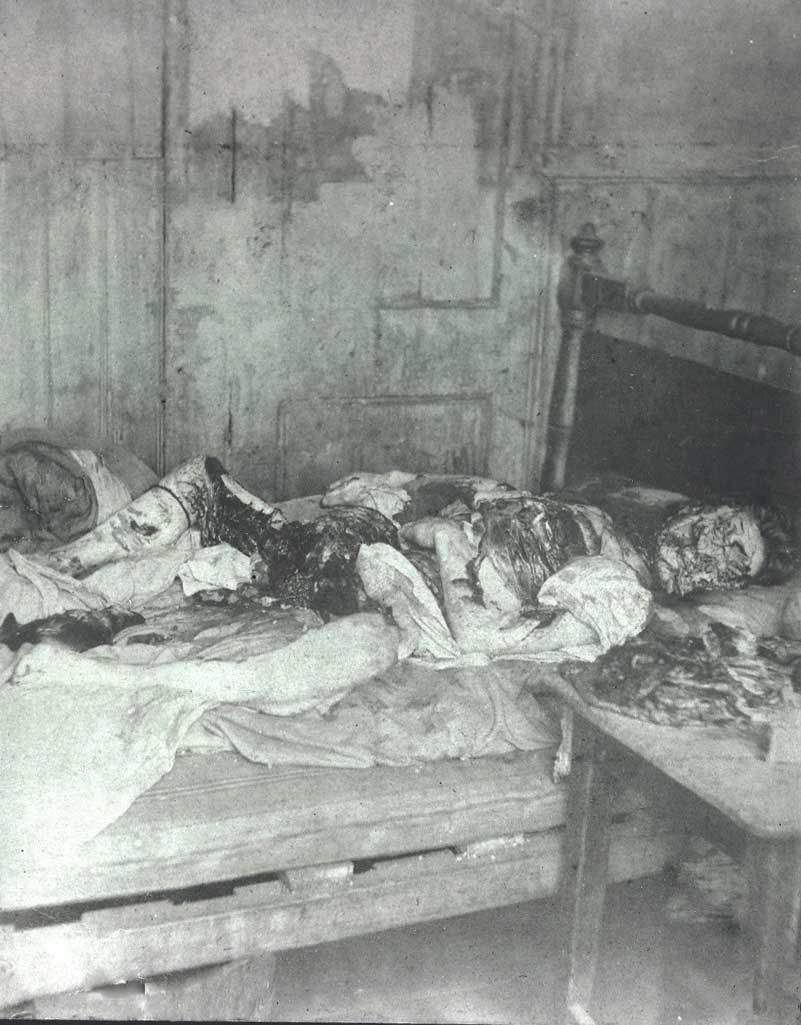
Mary Jane Kelly à l'endroit où son corps fut découvert.

Le vendredi 9 novembre, la prostituée Mary Jane Kelly fut assassinée dans la pièce qu'elle occupait au 13, Miller's Court, à l'arrière du 26, Dorset Street, dans Spitalfields,. Chapman, une victime antérieure, vivait sur Dorset Street et une autre, Eddowes, aurait dormi à la belle étoile dans cette rue. Le corps, sévèrement mutilé, fut découvert peu après 10 h 45 sur un lit par Thomas Bowyer, l'employé du logeur John McCarthy. Le premier médecin sur la scène de crime, George Bagster Phillips, affirma après examen que Kelly avait été tuée d'un coup de couteau à la gorge ayant sectionné la carotide. Après sa mort, sa cavité abdominale fut ouverte et tous ses viscères furent retirés puis répandus dans toute la pièce. Ses seins avaient été amputés, son visage gravement mutilé et ses cuisses en partie découpées jusqu'aux os (des muscles avaient été retirés). Au contraire d'autres victimes, elle ne portait qu'une chemise légère. Ses vêtements étaient proprement pliés sur une chaise à proximité sauf quelques-uns partiellement brûlés sur une grille. L'inspecteur Abberline affirma au jury d'enquête qu'il pensait que les vêtements avaient été brûlés pour fournir de la lumière à l'assassin, puisque la pièce était faiblement éclairée par une seule chandelle. L'assassinat de Kelly est le plus barbare des onze, probablement parce qu'il se déroula dans un espace clos, et que le meurtrier avait eu plus de temps pour accomplir ses atrocités (les autres meurtres s'étaient déroulés dans la rue). En raison du fait que son corps reposait sur le lit et qu'elle était légèrement vêtue, certains enquêteurs conclurent qu'elle s'était déshabillée avant de s'étendre et donc qu'elle connaissait probablement son meurtrier, peut-être un client. Il est également possible que Mary Kelly ait été agressée par Jack l'Éventreur alors qu'elle dormait, ou qu'elle était sous l'emprise de l'alcool.
Le coroner pour le nord-est du Middlesex, Roderick Macdonald, présida une enquête sur la mort de Kelly au Shoreditch Town Hall le 12 novembre,,. Une « énorme foule » émotive et en pleurs assista aux funérailles de Kelly le 19 novembre. À cause des rues embouteillées, le cortège parcourut avec difficulté le trajet reliant la morgue de Shoreditch au cimetière catholique de Leytonstone, où son corps fut mis en terre.
Le 8 novembre, Charles Warren remit sa démission à titre de chef de la police lorsque le secrétaire d'État à l'Intérieur lui apprit qu'il ne pouvait faire de déclarations publiques sans l'approbation du Home Office. James Monro, qui avait démissionné quelques mois plus tôt à la suite de différends avec Warren, fut nommé à sa place en décembre. Le 10 novembre, le médecin légiste Thomas Bond écrivit une lettre à Robert Anderson, responsable du CID, où il détaillait les similitudes que présentaient les cinq meurtres de Nichols, Chapman, Stride, Eddowes et Kelly, « sans doute commis par la même main ». Le même jour, le cabinet du Royaume-Uni se résolut à offrir le pardon à tout complice qui apporterait des informations menant à la capture du meurtrier. Le chef du MPS rapporta que l'assassin ne put être identifié malgré le déploiement dans Whitechapel de 143 policiers supplémentaires, habillés en civil, en novembre et décembre.

### Rose Mylett
Le jeudi 20 décembre 1888, un policier découvrit le corps de la prostituée Rose Mylett dans Clarke's Yard, près de la rue High Street dans le quartier Poplar,. Elle louait une chambre au 18, George Street, dans la même maison qu'Emma Smith. Quatre médecins qui avaient examiné le corps de Mylett conclurent qu'elle avait été assassinée, mais Robert Anderson préférait avancer qu'elle s'était accidentellement pendue par le collet de sa robe alors qu'elle était ivre. À l'invitation d'Anderson, le médecin Thomas Bond autopsia le corps de Mylett et parvint à la même conclusion,. Le chef de la police Monro soupçonnait plutôt un suicide ou une mort naturelle puisqu'il n'y avait aucun signe de lutte. Le médecin légiste Wynne Edwin Baxter déclara au jury d'enquête qu'« il n'y a aucune preuve que la mort fut la conséquence de violence ». Malgré tout, le jury d'enquête prononça un verdict de « meurtre délibéré contre une ou des personnes inconnues » et des documents s'ajoutèrent au dossier des meurtres de Whitechapel.

### Alice McKenzie

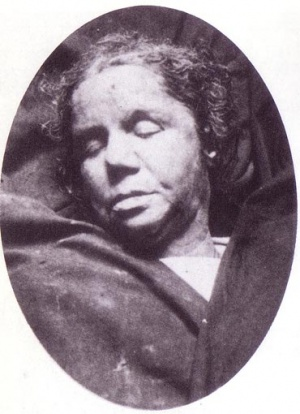
Alice McKenzie demeurait dans une maison de chambres au 52, Gun Street,.

Alice McKenzie était peut-être une prostituée. Elle fut assassinée vers 12 h 40 le mercredi 17 juillet 1889 sur Castle Alley dans Whitechapel. Comme la plupart des autres meurtres, son artère carotide gauche avait été tranchée de la gauche vers la droite et son abdomen comportait des blessures. Cependant, les coupures étaient moins profondes que dans le cas des autres meurtres et une lame plus courte fut utilisée. Le commissaire Monro, et le médecin légiste Thomas Bond, qui avait examiné le corps, pensaient qu'il s'agissait de Jack l'Éventreur, mais le médecin légiste George Bagster Phillips et le commissaire Robert Anderson ne partageaient pas cette conclusion,, tout comme l'inspecteur Frederick Abberline.
Des auteurs postérieurs penchèrent pour l'une ou l'autre hypothèse, certains avançant que McKenzie était une victime de Jack l'Éventreur ou qu'un tueur inconnu avait tenté de l'imiter pour égarer la police. Pendant l'enquête, le médecin légiste Wynne Edwin Baxter reconnut le bien-fondé des deux hypothèses : « Il y a une grande similitude entre celui-ci et les autres cas du dossier, commis dans ce voisinage, et si ce n'est pas la même personne qui a perpétré ce crime, c'est manifestement une imitation des autres cas,. »

### Torse dePinchin Street
Le torse d'une femme fut découvert à 5 h 15 le mardi 10 septembre 1889 sous le viaduc ferroviaire de Pinchin Street dans Whitechapel. Aucune autre partie du corps ne fut découverte, même après une fouille des alentours. Ni le coupable ni la victime ne furent jamais identifiés. Le chef inspecteur Donald Swanson et le commissaire James Monro mentionnèrent que, du sang étant présent dans le torse, la mort n'était pas survenue après une hémorragie ou que la victime ait la gorge tranchée. Les médecins légistes observèrent cependant que l'absence généralisée de sang dans les tissus et les vaisseaux sanguins indiquait qu'une hémorragie était la cause du décès. La presse fit circuler la rumeur qu'il s'agissait de Lydia Hart, qui était disparue, mais elle fut retrouvée dans un hôpital où elle se remettait d'une fête trop arrosée. D'autres personnes firent l'hypothèse qu'il s'agissait d'Emily Barker, mais le torse appartenait au corps d'une femme plus âgée et plus grande. L'âge de la victime fut estimé entre 30 et 40 ans.
Donald Swanson rejeta l'idée que Jack l'Éventreur puisse avoir assassiné cette femme, préférant établir un lien avec deux personnes démembrées, qui avaient été respectivement trouvées dans le borough Rainham de Londres et le quartier Chelsea de Londres, ainsi qu'avec le mystère de Whitehall. Monro approuvait les conclusions de Swanson. Ces trois meurtres et le torse de Pinchin Street auraient été commis par le « tueur aux torses » (« Torso killer »), qui pourrait être Jack l'Éventreur ou un autre tueur en série. Leur modus operandi étant différent, les auteurs Stewart Evans, Keith Skinner, Martin Fido et Donald Rumbelow refusent d'établir un lien entre ces deux assassins,,.
Monro fut remplacé par le militaire Edward Bradford le 21 juin 1890, après un désaccord avec le secrétaire d'État à l'Intérieur Henry Matthews sur les fonds de pension des policiers.

### Frances Coles

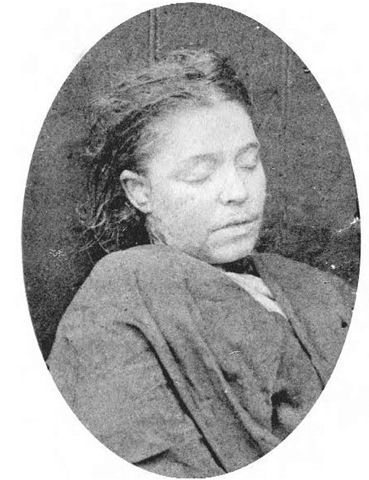
Frances Coles occupait une chambre sur White's Row,.

Le dernier meurtre ajouté au dossier « Whitechapel murders » fut commis le vendredi 13 février 1891 quand la prostituée Frances Coles fut assassinée sous un viaduc ferroviaire. Le policier Ernest Thompson découvrit son corps à 2 h 15, quelques minutes après l'agression, sur Swallow Gardens, un passage reliant Chamber Street à Royal Mint Street dans Whitechapel,,. Des ecchymoses à l'arrière de la tête laissent penser qu'elle fut violemment projetée par terre avant que sa gorge ne soit tranchée deux fois, de la gauche vers la droite puis dans la direction inverse. Il n'y avait aucune mutilation du corps,.
Le surintendant Thomas Arnold et l'inspecteur Edmund Reid arrivèrent rapidement du poste de police sur Leman Street, alors que les chefs inspecteurs Donald Swanson et Henry Moore (qui avait participé aux enquêtes des autres meurtres) arrivèrent sur les lieux vers 5 h. James Thomas Sadler, qui avait été vu en compagnie de Coles plus tôt, fut arrêté et accusé du meurtre de la femme. Une enquête de haut niveau, menée par Swanson et Moore, sur le passé de Sadler ainsi que ses déplacements aux moments où les autres meurtres de Whitechapel furent commis, laisserait penser que la police le soupçonnait d'être Jack l'Éventreur. Cependant, faute de preuve, Sadler fut relâché le 3 mars.

## Suites
Frederick Abberline prit sa retraite en 1892 et le secrétaire d'État à l'Intérieur Henry Matthews perdit son poste à la suite des élections générales britanniques tenues la même année. Le surintendant Thomas Arnold, qui supervisait la division H, prit sa retraite l'année suivante, alors que le chef inspecteur Donald Swanson et l'assistant-commissaire Robert Anderson quittèrent la police après 1900. Dans le dossier du MPS, aucun document ne fut ajouté après cette année-là,. Le ou les tueurs ne furent jamais identifiés et les meurtres, jamais résolus. Des reportages sensationnels et le mystère qui entoure ces assassinats permirent au personnage de « Jack l'Éventreur », accusé de plusieurs ou de tous les meurtres de Whitechapel, de prendre de l'ampleur dans l'imaginaire collectif anglo-saxon. Des centaines d'ouvrages et d'articles ont analysé les meurtres de Whitechapel, et leur contenu a servi à créer des romans, des nouvelles, des bandes dessinées, des séries télévisées et des films empruntant de multiples genres.
Les conditions d'extrême pauvreté de l'East End londonien furent longtemps ignorées par la classe dirigeante britannique, mais la couverture médiatique des victimes attira l'attention sur leurs conditions de vie. Les meurtres servirent de catalyseur à l'opinion publique qui s'éleva contre les taudis insalubres et surpeuplés de l'East End, ce qui mena à d'importantes réformes,. Le 24 septembre 1888, George Bernard Shaw fit parvenir au quotidien The Star une critique sarcastique de l'intérêt subit des médias envers la justice sociale,, :
Le parlement britannique mit en vigueur des lois, telles le Housing of the Working Classes Act 1890 et le Public Health Amendment Act 1890, fixant les normes minimales d'occupation dans le but d'améliorer les espaces publics urbains dégénérés. Les pires taudis de Whitechapel furent démolis et remplacés par de meilleurs logements pendant les deux décennies suivant les meurtres,.

### Citations originales
1. ↑  (en) « perhaps the foulest and most dangerous street in the whole metropolis »
2. ↑  (en) « the worst street in London »
3. ↑  (en) « those who take an interest in the dangerous classes »
4. ↑  (en) « The similarity of the injuries in the two cases is considerable. »
5. ↑  (en) « shabby-genteel »
6. ↑  (en) « had considerable knowledge of the position of the organs »
7. ↑  (en) « The Juwes  [sic] are the men that will not be blamed for nothing »
8. ↑  (en) « double event this time »
9. ↑  (en) « a fool and a lunatic »
10. ↑  (en) « spirits of wine »
11. ↑  (en) « fried and ate »
12. ↑  (en) « enormous crowd »
13. ↑  (en) « no doubt committed by the same hand »
14. ↑  (en) « there is no evidence to show that death was the result of violence »
15. ↑  (en) « wilful murder against some person or persons unknown »
16. ↑  (en) « There is great similarity between this and the other class of cases, which have happened in this neighbourhood, and if the same person has not committed this crime, it is clearly an imitation of the other cases. »
17. ↑  (en) « Whilst we conventional Social Democrats were wasting our time on education, agitation and organisation, some independent genius has taken the matter in hand, and by simply murdering and disembowelling ... women, converted the proprietary press to an inept sort of communism. »